# Myliobatis rhombus
Espèce
Myliobatis rhombus est une espèce de raies de la famille des Myliobatidae.

## Distribution
Cette espèce se rencontre en mer de Chine orientale.

## Référence
- Basilewsky, 1855 : Ichthyographia Chinae Borealis. Nouveaux mémoires de la Société impériale des naturalistes de Moscou, vol. 10, p. 215-263.